# Nikolaus Vismar
Nikolaus Vismar (* 13. Juni 1592 in Prenzlau; † 15. Januar 1651 in Oldenburg) war ein deutscher lutherischer Theologe, Hofprediger und Superintendent der Evangelisch-Lutherischen Kirche in der Grafschaft Oldenburg.

## Leben
Vismars Herkunft und familiärer Hintergrund ist unbekannt. Gesichert ist, dass die Gymnasien in Prenzlau und Küstrin sowie das Joachimsthaler Gymnasium in Berlin besucht hatte. Anschließend studierte er an der Brandenburgischen Universität Frankfurt a. d. Oder Theologie und erwarb dort 1613 den Magistergrad. Ab 1615 ging er als Hofmeister mit einem jungen Adeligen an die Universität Greifswald und konnte dort seine theologischen Kenntnisse noch vertiefen. Ab 1618 arbeitete als Rektor und später als 2. Pfarrer in seiner Geburtsstadt Prenzlau. 1621 wurde er Hofprediger der verwitweten Königin Sophie von Dänemark. Nach deren Tod kehrte er nach Deutschland zurück. 1632 wurde er in Greifswald 2. Pfarrer an der St.-Marien-Kirche und unterrichtete gleichzeitig an der Universität praktische Theologie. Seine besonderen Anliegen waren dabei die Bedeutung des Gewissens für die Aneignung des Glaubens sowie wissenschaftlich begründete Predigten. Zu diesen Anliegen veröffentlichte Vismar in der Folge ein Buch, das er dem Grafen Anton Günther widmete. Diesem verdankte er 1640 seine Berufung als Superintendent und Hofprediger nach Oldenburg.
Vismar war seit dem Tod Gottfried Schlüter des Älteren 1637 der erste offizielle Superintendent der Grafschaft Oldenburg, seine beiden Amtsvorgänger hatten das Amt lediglich kommissarisch geführt.
Seine Ernennungsurkunde ist mit dem 1. August 1640 datiert und enthält eine Aufzählung seiner Pflichten, wie etwa Visitationen von Kirchen und Schulen, Erhaltung des lutherischen Bekenntnisses, Aufsicht über die Armenpflege und die milden Stiftungen. An der bereits im Herbst 1640 erlassenen Armenordnung nahm Vismar wesentlichen Anteil. Die Verordnung war in Oldenburg wegen der zahlreichen Flüchtlinge aus den Kriegsgebieten des Dreißigjährigen Krieges nötig geworden. Betteln wurde verboten und Flüchtlinge bekamen nur nach genauer Überprüfung zeitlich begrenzte Hilfe, während aus der Grafschaft stammende Hilfsbedürftige und Bettler ausschließlich in der Stadt oder dem Kirchspiel betreut werden sollten, in denen sie wohnten. Laut einem Protokoll über Vismars Tätigkeiten in seinen ersten Amtsjahren engagierte er sich für die kirchlichen Mitarbeiter und die Versorgung der Hinterbliebenen bei Todesfällen und bemühte sich, nach Oldenburg geflohenen Lehrern und Pfarrern Stellen zu vermitteln. Lutherische Frömmigkeit war ihm offenbar ein Anliegen, jedoch war er auch tolerant und riet Anton Günther, einen reformierten Pastor in Accum im Amt zu belassen, um die 1623 durch den Grafen für Oldenburg erworbene Herrschaft Kniphausen nicht unter Zwang zum Luthertum zu bekehren.
Auch auf die Politik nach Vismar Einfluss, so beschuldigte er 1646 den oldenburgischen Kanzler Johann Philipp Bohn berechtigterweise der Bestechlichkeit und sorgte damit für dessen Rücktritt.
Vismar starb 1651, sein Amtsnachfolger wurde Martin Strackerjan, der das Amt allerdings erst 1655 antrat.

## Werke
- Bußpredigten. Rostock, 1623.
- Regina Sophia laudata, deplorata et vere demum felix aestimata. Rostock, 1632.
- Delineatio concionum in pericopas totius anni epistolicos. Oldenburg 1641. 2. Auflage: Lübeck, 1645.
- Oratio in introductione Jac. Stephani Reet. Oldenburg cum oratione Stephani. Oldenburg, 1649.